# Bedford J

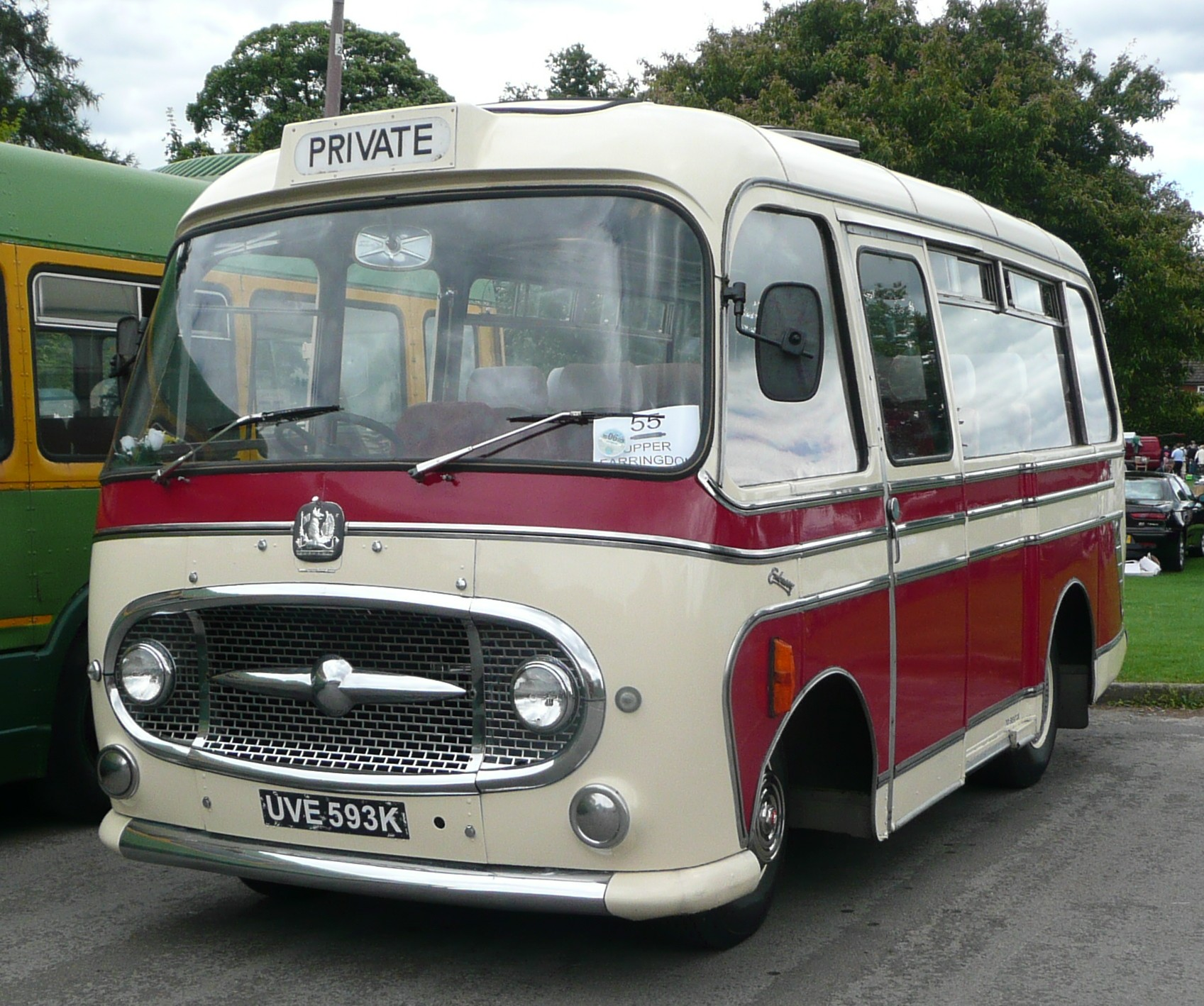
Bedford J2SZ2 mit Embassy-Aufbau von Plaxton für den Blood Transfusion Service

Der Name Bedford J bezeichnet ein Omnibusfahrgestell des britischen Herstellers Bedford Vehicles. Mit einer Kapazität von 20 Sitzplätzen ist er ein Vorläufer der heutigen Midibusse.
Der Bus basierte auf dem leichten 2 t-Fahrgestell des Bedford TJ, das Bedford zwischen 1958 und 1976 produzierte. Das Chassis war ursprünglich für den Aufbau von Kurzhauber-Aufbauten vorgesehen und wurde so modifiziert, dass es einen Frontlenker-Aufbau tragen konnte. Die Hinterachse war doppelt bereift. Angeboten wurde das Chassis anfänglich mit einem Sechszylinder-Ottomotor mit 3,5 l Hubraum oder einem Vierzylinder-Dieselmotor mit 3,1 l Hubraum. 1960 wurde der Hubraum des Dieselmotors auf 3,3 l erhöht, 1967 auf 3,6 l. Verwendet wurde ein manuell zu schaltendes, synchronisiertes Vierganggetriebe. 
Die Aufbauten für Reise- bzw. Linienbusse kamen von Plaxton, Duple und Willowbrook. Plaxton adaptierte den Embassy-Aufbau für den J2 und karosserierte über 300 J2. Vor 1965 wurde der Bus nur mit einer Breite von 7 Fuß und 6 Zoll angeboten. Die Frontscheibe war geteilt und besaß zwei Seitenscheiben. Danach gab es den Bus mit einer Breite von 8 Fuß. Die Frontscheibe war jetzt eine einteilige Panoramascheibe und mit der Heckscheibe austauschbar. Der Embassy-Aufbau stand, insbesondere wenn er auf dem schmaleren Fahrgestell aufgebaut wurde, seitlich deutlich über. Besonders auffällig war dies an der Vorderachse. Optional wurde daher die breitere Vorderachse des VAS angeboten, die auch eine bessere Straßenlage ergab. Der Aufbau hatte 20 Sitzplätze, davon einen neben dem Fahrer. Als Einstieg diente eine Schiebetür. Die Aufbauten von Duple waren konventioneller und besaßen eine nach außen aufschlagende Tür. Ein Bus mit Duple-Aufbau wurde nach spezieller Spezifikation für den Britischen Hof gebaut, um die Angestellten des Haushaltes zu transportieren. Der Bus blieb erhalten und Bestandteil der Vauxhall Motors Historic Vehicle Collection. Die Aufbauten von Willowbrook wurden ursprünglich für Sonderfahrzeuge entworfen und besaßen eine zweiflügelige, vom Fahrersitz aus zu bedienende Tür, doch nach der Übernahme von Willowbrook durch Duple wurde die Produktion eingestellt. Die portugiesische Firma Caetano baute unter der Bezeichnung Faro in den 1970er Jahren einige Aufbauten, die auch nach Großbritannien importiert wurden. Der Aufbau war jedoch schwerer. Motorleistung und Bremsen entsprachen nicht dem erhöhten Gesamtgewicht, so dass dieser Aufbau sich keiner großen Beliebtheit erfreute.
Zahlreiche J2 mit Aufbauten von Duple und Willowbrook wurden von Regierungsbehörden benutzt, unter anderem vom Ministry of Defence. Diese Busse kamen bei der Royal Air Force und der Royal Navy zum Einsatz. Busse mit Plaxton-Aufbau wurden von kleineren, unabhängigen Buslinienbetreibern gekauft. 1969/1970 wurde eine Flotte von fünfzehn J2 im Schnellverkehr zwischen Londoner Hotels und dem Flughafen London Heathrow eingesetzt, konnte sich aber gegen die Konkurrenz der Taxis nicht durchsetzen. Nicht wenige J2 wurden von staatlichen Behörden erworben und außerhalb des Personentransportes eingesetzt. Beispielsweise erwarb die Cambridgeshire Regional Health Authority vier Busse, von denen drei als mobile Blutspendeannahmestellen und einer als Transportmittel für behinderte Menschen von und zu Krankenhäusern eingesetzt wurde. Dieser Bus besaß auch einen integrierten Lift für Rollstuhlfahrer.  
Während der 1970er und 1980er Jahre wurden zahlreiche Busse als Wohnmobil umgebaut.

## Varianten
| Bezeichnung | Motor                                      | Anmerkung                                   |
| ----------- | ------------------------------------------ | ------------------------------------------- |
| J2SZ2       | Sechszylinder-Ottomotor mit 3,5 l Hubraum  |                                             |
| J2SZ10      | Vierzylinder-Dieselmotor mit 3,1 l Hubraum | ab 1960 3,3 l-, ab 1967 3,6 l-Dieselmotoren |